# Ambassade des États-Unis en Chine
L'ambassade des États-Unis en Chine est la représentation diplomatique des États-Unis auprès de la république populaire de Chine. Elle est située au no 55 Anjialou Road à Pékin, la capitale du pays. Son ambassadeur est David Perdue, depuis 2025.

## Histoire

### Liste des ambassadeurs des États-Unis en Chine
République de Chine
| Nom                  | État d'origine | Entrée en fonction | Fin               |
| -------------------- | -------------- | ------------------ | ----------------- |
| Nelson T. Johnson    | Oklahoma       | 16 décembre 1929   | 14 mai 1941       |
| Clarence E. Gauss    | Connecticut    | 11 février 1941    | 14 novembre 1944  |
| Patrick J. Hurley    | Oklahoma       | 30 novembre 1944   | 22 septembre 1945 |
| John Leighton Stuart | Zhejiang       | 12 juillet 1946    | 2 août 1949       |

République de Chine (Taïwan)
| Nom               | État d'origine       | Entrée en fonction | Fin              |
| ----------------- | -------------------- | ------------------ | ---------------- |
| Karl L. Rankin    | Maine                | 27 février 1953    | 30 décembre 1957 |
| Everett Drumright | Oklahoma             | 17 février 1958    | 8 mars 1962      |
| Alan G. Kirk      | New York             | 7 juin 1962        | 18 janvier 1963  |
| Jerauld Wright    | District of Columbia | 3 mai 1963         | 25 juillet 1965  |
| Walter McConaughy | Alabama              | 16 juin 1966       | 4 avril 1974     |
| Leonard S. Unger  | Maryland             | 14 mars 1974       | 19 janvier 1979  |

République populaire de Chine
| Nom                   | État d'origine | Entrée en fonction | Fin               |
| --------------------- | -------------- | ------------------ | ----------------- |
| Leonard Woodcock      | Michigan       | 27 février 1979    | 13 février 1981   |
| Arthur W. Hummel, Jr. | Maryland       | 30 juillet 1981    | 24 septembre 1985 |
| Winston Lord          | New York       | 6 novembre 1985    | 23 avril 1989     |
| James Lilley          | Maryland       | 20 avril 1989      | 10 mai 1991       |
| J. Stapleton Roy      | Pennsylvanie   | 2 juillet 1991     | 17 juin 1995      |
| Jim Sasser            | Tennessee      | 14 février 1996    | 1er juillet 1999  |
| Joseph Prueher (en)   | Tennessee      | 16 novembre 1999   | 1er mai 2001      |
| Clark T. Randt, Jr.   | Connecticut    | 12 juillet 2001    | 20 janvier 2009   |
| Jon Huntsman, Jr.     | Utah           | 11 août 2009       | 30 avril 2011     |
| Gary Locke            | Washington     | 1er août 2011      | 21 février 2014   |
| Max Baucus            | Montana        | 20 mars 2014       | 20 janvier 2017   |
| Terry Branstad        | Iowa           | 24 mai 2017        | 4 octobre 2020    |
| Nicholas Burns        | Massachusetts  | 1er avril 2022     | 18 janvier 2025   |
| David Perdue          | Géorgie        | 7 mai 2025         | en fonction       |